# Dennis Muilenburg
Dennis A. Muilenburg (sinh năm 1964) là một doanh nhân người Mỹ, từng là chủ tịch, chủ tịch và giám đốc điều hành của Công ty Boeing kể từ ngày 1 tháng 7 năm 2015 cho đến ngày 23 tháng 12 năm 2019, khi anh ta bị sa thải sau hậu quả của hai vụ tai nạn của 737 MAX.

## Học vấn
Muilenburg lớn lên trong một gia đình người Mỹ gốc Hà Lan. Ông đã nhận bằng cử nhân Kỹ thuật hàng không vũ trụ của Đại học bang Iowa, sau đó là bằng thạc sĩ về Hàng không và Du hành vũ trụ của Đại học Washington.

## Nghề nghiệp
Muilenburg đã làm việc tại Boeing từ năm 1985.
Muilenburg giữ nhiều vị trí quản lý và kỹ thuật trên các chương trình khác nhau của Boeing, bao gồm X-32 (mục nhập của Boeing trong cuộc thi Máy bay chiến đấu chung); Sự tham gia của Boeing vào máy bay chiến đấu Lockheed Martin F-22 Raptor; Laser YAL-1 747 trên không; Giao thông dân dụng tốc độ cao; và máy bay trinh sát không người lái Condor. Sau đó, ông giữ chức phó chủ tịch của bộ phận Hệ thống chiến đấu Boeing. Muilenburg từng là chủ tịch và giám đốc điều hành của Hệ thống phòng thủ tích hợp Boeing (sau đổi tên thành Boeing Defense, Space & Security (BDS) từ tháng 9 năm 2009 đến 2015.

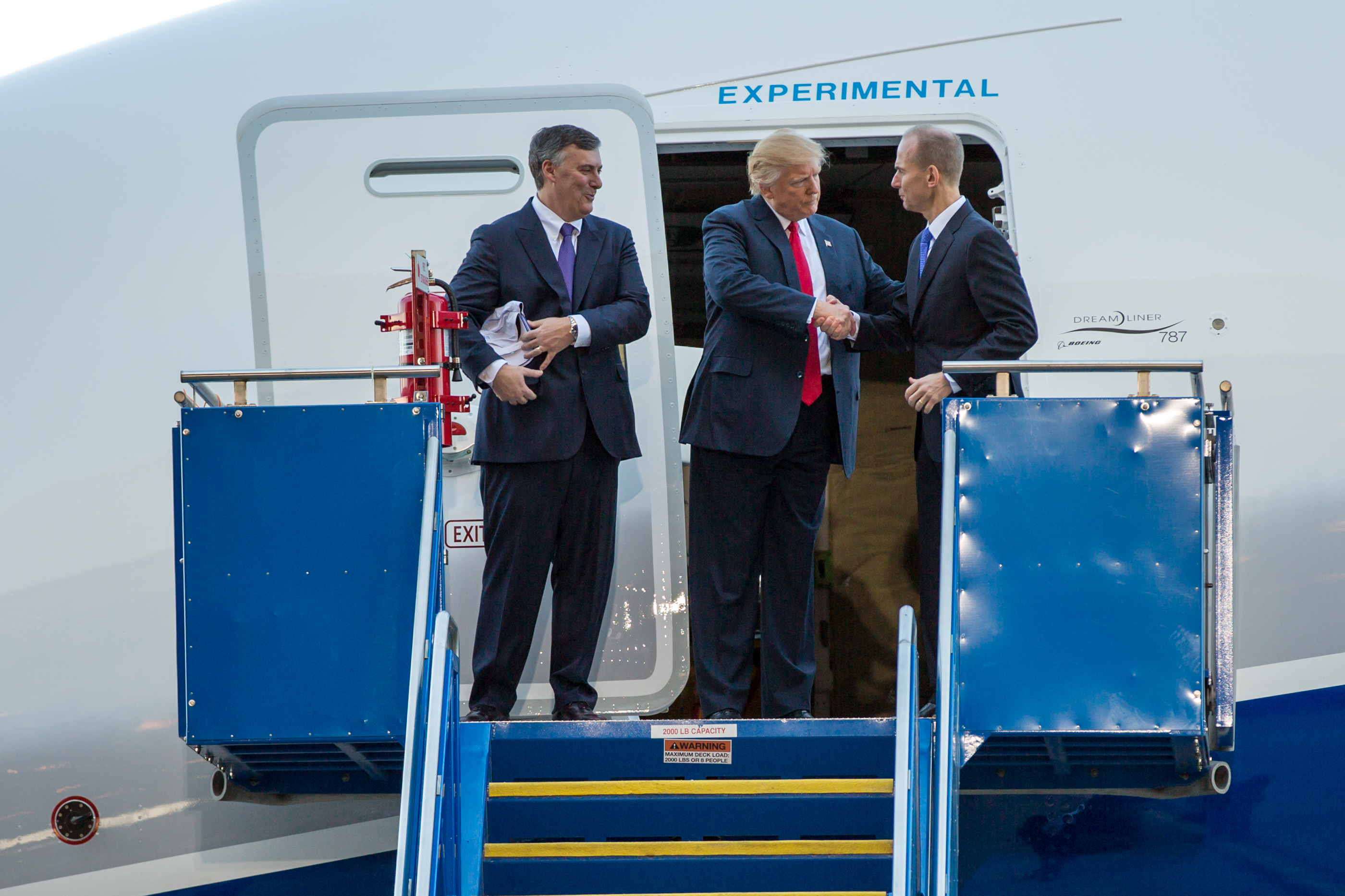
Tại buổi lễ giới thiệu 787-10 Dreamliner với Tổng thống Donald Trump

Vào tháng 6 năm 2015, Boeing đã thông báo rằng Muilenburg sẽ thay James McNerney, người đã từ chức sau mười năm làm CEO.
Vào tháng 2 năm 2016, thông báo rằng Muilenburg cũng sẽ thành công McNerney với tư cách là chủ tịch của Boeing.
Vào tháng 3 năm 2016, Muilenburg trở thành chủ tịch hội đồng quản trị của Công ty Boeing.
Năm 2017, Muilenburg đã tuyên bố những lời khuyên hàng đầu cho lãnh đạo của mình là "Phản ứng nhanh. Sự kiện có thể thay đổi mọi thứ. Bạn cũng phải như vậy.", "Biết nhóm của bạn. Điều gì thực sự quan trọng với họ, trên mọi quy mô?", "Biểu đồ khóa học. 100 năm tới sẽ như thế nào? "
Vào tháng 3 năm 2019, sau hai vụ tai nạn JT610 và ET302 , hầu hết các hãng hàng không và các nước bắt đầu tiếp đất các máy bay Boeing 737 MAX do lo ngại an toàn. Vào ngày 12 tháng 3, Tổng thống Mỹ Donald Trump đã gặp và nói chuyện với Muilenburg và nhận được sự đảm bảo rằng máy bay này an toàn.
Ngày 11 tháng 10 năm 2019, Boeing đã thông báo rằng hội đồng quản trị đã bỏ phiếu để tách các vai trò của chủ tịch và giám đốc điều hành, cả hai đều do Muilenburg nắm giữ. David L. Calhoun được bầu để tiếp quản chức chủ tịch không điều hành, trong khi Muilenburg tiếp tục làm CEO, chủ tịch và giám đốc. Công ty cho biết sự thay đổi này sẽ cho phép Muilenburg tập trung toàn thời gian vào việc điều hành công ty để đưa Boeing 737 MAX trở lại hoạt động.
Tháng 11 năm 2019, Muilenburg đã xác nhận rằng ông sẽ không nhận được tiền thưởng trong năm, sau khi bị chỉ trích vì hai vụ tai nạn máy bay đã giết chết tổng cộng 346 người.
Ngày 23 tháng 12 năm 2019, Boeing đã thông báo rằng Muilenburg đã từ chức CEO Boeing. Ông sẽ được thay thế bởi Giám đốc điều hành và Chủ tịch bởi Chủ tịch Hội đồng quản trị hiện tại David L. Calhoun, có hiệu lực vào ngày 13 tháng 1 năm 2020. Giám đốc tài chính hiện tại, Greg Smith, sẽ giữ chức vụ Giám đốc điều hành tạm thời trong quá trình chuyển đổi. Thông cáo báo chí của Boeing tuyên bố rằng, "Hội đồng quản trị đã quyết định rằng cần phải thay đổi lãnh đạo để khôi phục niềm tin vào Công ty khi họ tiến hành sửa chữa mối quan hệ với các nhà quản lý, khách hàng và tất cả các bên liên quan khác."